# Silvo Kranjec
Za slovenskega frančiškana in pisatelja glej Silvin Krajnc.
Silvo Kranjec, slovenski zgodovinar in geograf, 31. december 1892, Ljubljana, † 10. november 1976, Ljubljana.

## Življenjepis
Silvo Kranjec je v Ljubljani 1912 maturiral na II. državni gimnaziji ter od leta 1912 do 1916 študiral na dunajski univerzi zgodovino in geografijo. Od 1916 do 1918 je bil pri vojakih. Leta 1919 nastopil profesorsko službo na državnem moškem učiteljišču v Ljubljani; poslej je služboval še v Celju in ponovno v Ljubljani na II. državni realni gimnaziji (do 1959). Od leta 1938 do 1945 je bil tudi prosvetni inšpektor.

## Delo
Znanstvenemu delu se je najprej posvečal kot zgodovinar. Napisal je Pregled zgodovine Srbov, Hrvatov in Slovencev (Ljubljana, 1925), kjer so kronološko razvrščeni vsi važni dogodki v naši narodni zgodovini. Napisal je tudi pregled zgodovine Evrope v 19. stoletju in več del o sodobni zgodovini Slovencev. V poljudnoznanstveni knjigi je napisal Slovencem prvo obširno Zgodovino Srbov (Mohorjeva družba, 1927); za isto družbo je ob desetletnici skupne narodne države (1928) sestavil zgodovino Jugoslavije Kako smo se zedinili, kjer poseben pomen daje  vlogi Slovencev v zgodovini jugoslovanskega zbližanja in bojev za skupno državo. Zasnoval je tudi obsežno spološno zgodovino (12 knjig), katere uresničevanje je pretrgala druga svetovna vojna.
V geografiji je bil soavtor 17 šolskih učbenikov izdanih v 59 izdajah; največja novost je bil Občni zemljepis za višje razrede srednjih šol (1935, 1949).
Zgodovina prevladuje tudi v njegovih razpravah člankih in ocenah. Kranjec je bil na Slovenskem več desetletij med vodilnimi avtorji o metodologiji pouka geografije.